# 헤르체그보스니아 크로아티아 공화국
헤르체그보스니아 크로아티아 공화국(크로아티아어: Hrvatska Republika Herceg-Bosna; HZ Herceg-Bosna)은 1991년에서 1994년, 보스니아 내전 와중에 크로아티아계 보스니아인들이 세운 미승인 국가이다. 1991년 11월 18일 헤르체그보스니아 크로아트인 공동체(Croatian Community of Herzeg-Bosnia)를 자칭하면서 보스니아헤르체고비나의 다른 지역과 "정치적, 문화적, 경제적인 모든 면과 영토까지" 구분된다고 주장했다.
헤르체그보스니아는 보스니아 헤르체고비나에서 완전히 분리독립하는 것을 목표로 한 적은 없었으며, 정부 강령에도 그런 내용이 있었던 적은 없다. 헤르체그보스니아는 보스니아 헤르체고비나의 통제권을 공식적으로는 인정했다. 그러나 구유고슬라비아 국제형사재판소(ICTY)는 헤르체그보스니아는 보스니아 헤르체고비나에서 분리독립하여 크로아티아와 통일하려는 의도로 건국되었다는 결론을 내렸다. ICTY에 따르면 독립 및 크로아티아와의 통일이라는 크로아티아계 보스니아인들의 열망은 이들이 크로아티아 공화국의 지원을 받았고, 통화로 크로아티아 디나르를 사용했으며, 공용어가 크로아티아어였다는 정황들이 그 증거이다.
헤르체그보스니아는 1994년 워싱턴 합의에 따라 보스니아 헤르체고비나 연방에 가입하기로 하면서 소멸했다. 수도는 모스타르였으나 모스타르가 전쟁터였던 관계로 실질적인 수도는 그루데였다.